# Emanuela Pierantozzi
Emanuela Pierantozzi (Bologna, 22 agosto 1968) è una judoka italiana, plurimedagliata mondiale e olimpica. Ha vinto una medaglia d'argento nei 66 kg (1992 – Barcellona) e una di bronzo nei 78 kg (2000 - Sydney) alle Olimpiadi;  due medaglie d'oro (1989 e 1991) e un bronzo (1997) ai Campionati Mondiali; due ori (1989 e 1992), tre argenti (1988, 1995 e 1996) e due bronzi (1991 e 1993) ai Campionati Europei; una medaglia d'oro ai Giochi del Mediterraneo (1997);  sei titoli italiani assoluti.
Emanuela è stata allenatrice delle Squadre Nazionali Cadette di Judo dal 2005 al 2006; direttore tecnico della Sezione Judo del Cus Bologna e del Comitato Regionale Emilia Romagna; allenatrice della Squadra Femminile di Judo del Pusan Junior College (Pusan, Corea del Sud) e dell'Associazione Sportiva Izumo Vultur di Genova-Voltri. Emanuela ha fatto parte della Commissione Atleti del Coni dal 1995 al 2005 (membro del Consiglio Nazionale del CONI) ed è stata rappresentante atleti nella Commissione Interministeriale Anti-Doping dal 2001 al 2002.
Si è laureata in Scienze Motorie e in Discipline e Tecniche dello Spettacolo e lavora come ricercatrice universitaria Settore Disciplinare M-EDF/02 “Metodi e Didattiche delle Attività Sportive”, dal 2006 al 2011 presso la Facoltà di Scienze Motorie di Bologna e dal 2011 presso l'Università di Genova.
Emanuela opera anche come scultrice. La sua opera più nota è il Monumento a Marco Pantani a Cesenatico. È membro-artista della Fondazione Art of the Olympians.

## Palmarès Medaglie d'Oro

### Campionati Europei
- 1989 Helsinki 66 kg
- 1992 Parigi 66 kg

### Campionati Mondiali
- 1989 Belgrado 66 kg
- 1991 Barcellona 66 kg

### Giochi del Mediterraneo
- 1997 Bari 66 kg

### Campionati Mondiali Universitari
- 1990 Bruxelles 66 kg
- 1996 Janquiere 66 kg

### Tornei Internazionali
- Tournoi de Paris de judo 1989, 1991, 1999
- Torneo Internazionale Città di Roma 1992, 1994, 1995, 1999, 2000
- Fukuoka international Women's Tournament 1989